# Efibula
Efibula Sheng H. Wu – rodzaj grzybów z rodziny Irpicaceae.

## Charakterystyka
Grzyby kortycjoidalne o owocniku rozpostartym, rozproszonym, woskowatym. Powierzchnia hymenium zwykle gładka. System strzępkowy monomityczny, strzępki z prostymi przegrodami. Subikulum złożone z cienkiej warstwy podstawnej i wyraźnej warstwy o gęstej lub zwartej teksturze. Cystyd brak. Podstawki maczugowate, 4-sterygmowe. Bazydiospory elipsoidalne lub wąsko elipsoidalne, gładkie, cienkościenne, nieamyloidalne, niecyjanofilne.
Efibula była zwykle włączana do rodzaju Phlebia ze względu na jej gęsty kontekst, lub Phanerochaete ze względu na strzępki o prostych przegrodach, ale jego związek z tymi rodzajami wydaje się być odległy. Efibula  odróżnia się od Phlebia głównie przez swoje strzępki z prostą przegrodą, ale odróżnienie od Phanerochaete wymaga dokładniejszych badań. Warstwa strzępek w subikulum Efibula jest raczej zwarta, wszystkie strzępki są splecione i bez tendencji do orientacji poziomej. U Phanerochaete subikulum ma zwykle nieco luźną konsystencję, zawsze mają wyraźne odstępy między strzępkami, które są zwykle prostsze i poziome zorientowane. Pierwotnie Efibula obejmowała dwa nowe gatunki z Tajwanu i kilka gatunków dawniej zaliczanych do Phlebia i Phanerochaete, charakteryzujących się strzępkami generatywnymi z prostą przegrodą i gęsta teksturą kontekstu.

## Systematyka i nazewnictwo
Pozycja w klasyfikacji: Irpicaceae, Polyporales, Incertae sedis, Agaricomycetes, Agaricomycotina, Basidiomycota, Fungi (według Index Fungorum).
Gatunki występujące w Polsce:
- Efibula avellanea (Bres.) Sheng H. Wu 1990 – tzw. korownica orzechobarwna
- Efibula tuberculata (P. Karst.) Zmitr. & Spirin 2006 – tzw. korownica gruzełkowata

Nazwy naukowe na podstawie Index Fungorum. Nazwy polskie według Władysława Wojewody.